# 利益輸送
利益輸送是指为公职人员滥用职权，将公共利益转换成本人或他人的私人利益的过程。该行为是一种政治腐败，会对公共财产、国家利益等造成损失，亵渎公众信任，也违反了政治纪律并涉嫌职务违法犯罪。

## 手段
- 綁標，以不公正的技術標，綁定特定廠商才有投標資格。
- 圍標。
- 以過於低廉的價格，將公有財產販售/出租給私人或財團，不過在某些情況下這種利益輸送是合乎道德的，例如政府免費提供土地甚至補貼給鐵道公司，因為鐵道公司幾乎有高額虧本，但是鐵道可以大幅減少社會成本及政府支出；在臺灣，官員將其稱為肥肉配瘦肉（為了讓公司做對社會有利的虧本生意，給他一些好賺的生意補償），而高雄捷運的虧損就是政府給予利益過少的例子。[原創研究？]
- 指定廠商議價。
- 先低價搶標，後再追加預算。
- 收買標案評審委員。
- 透漏底標給投標廠商。
- 使用基金會轉移資產。
- 將藝術性的設計圖或表演指定給自己人承接，但價格過高或成品缺乏藝術價值；這是因為藝術有難以估價比較、不能以傳統方式競標的特性，相關法令會特別寬鬆，這可以合法將大筆公帑（而非合理報酬）送給自己人。
- 政府持有的基金在進出股市交易前，先行洩漏交易相關資訊，也就是報明牌，供他人短線炒作。
- 有些法律會阻擋特定人物的不當利益而產生公共利益，民代因為自身因素而阻擋這種法案也是利益輸送，例如自家開工廠的立委阻擋更嚴格的排放及噪音法案，吸菸立委阻擋擴大禁菸範圍的法案，仍算是廣義的貪污。

## 相關
- 非法所得
- 官商勾結
- 掏空